# Caroline Huron
Pour les articles homonymes, voir Huron (homonymie).
Caroline Huron est une chercheuse française, psychiatre de formation, chargée de recherche à l'INSERM et chercheuse au Laboratoire de neuro-imagerie cognitive dirigé par Stanislas Dehaene. Experte reconnue de la dyspraxie, elle est depuis janvier 2018, membre du Conseil scientifique de l'Éducation nationale français.

## Carrière
Après avoir obtenu un DEA de psychopathologie en 1996 à l'université Paris VII, elle soutient sa thèse de médecine en 1997, à l'université Louis Pasteur de Strasbourg, où elle se spécialise en obtenant un DES de psychiatrie (1997). Elle obtient ultérieurement un doctorat de sciences cognitives en 2000 à l'université Paris VI, sous la direction de Jean-Marie Danion, avec une thèse intitulée « Étude de la remémoration consciente dans la schizophrénie ».
Après avoir cette thèse de doctorat, Caroline Huron réalise son cursus postdoctoral, à l'université Yale aux États-Unis, notamment, dans le laboratoire de Marcia Johnson, spécialiste de la mémoire. À son retour en France, elle devient chargée de recherche à l’Inserm et intègre l’équipe de Marie-Odile Krebs, à l’Hôpital Saint-Anne pour poursuivre ses travaux sur les perturbations des processus d’encodage chez les patients schizophrènes. Elle rejoint ensuite le laboratoire de Jean-Marie Danion, spécialisé dans les troubles cognitifs de la schizophrénie. 
En 2008, elle décide de venir travailler sur les liens entre mémoire et conscience chez les patients schizophrènes dans le laboratoire de neuro-imagerie cognitive de Stanislas Dehaene, regroupé comme tous les laboratoires de neurosciences de la région parisienne au sein de l'école des neurosciences de Paris et écrit des articles de vulgarisation sur la dyspraxie.

## Travaux
Les recherches de Caroline Huron visent à mieux comprendre le fonctionnement du cerveau des enfants dyspraxiques en utilisant des méthodes de la psychologie cognitive et de la neuroimagerie. En lien avec son travail de chercheuse, elle assure une mission générale d’expertise scientifique sur la dyspraxie, notamment en créant l’association "Le Cartable fantastique", dont elle est présidente depuis sa création en 2010. L'objectif est de « faire le lien entre les connaissances scientifiques sur ce trouble et le fonctionnement cérébral d’une part et les aides pragmatiques qui peuvent être apportées aux enfants dyspraxiques au quotidien à l’école, d’autre part ».
Par ailleurs, la fondation La Main à la pâte s'appuie sur les travaux de Caroline Huron pour établir une sélection de contributions et d'idées entre recherche et application sur le thème de la dyspraxie.
Elle est elle-même maman d’une jeune fille dyspraxique.

## Publications
- L’enfant dyspraxique. Mieux l’aider à la maison et à l’école. publié chez Odile Jacob, 2011.  (ISBN 2738127061)
  - réédité en 2017.
- « Dyspraxie et mathématiques », ANAE.
- « De la souffrance à l’autonomie ». L’école des parents.no 624, juillet-août-septembre 2017
- « Aider l'enfant dyspraxique à l'école. Apports de la recherche en psychologie cognitive ». ANAE no 123, 2013
- « La dyspraxie de l’enfant : le point de vue d’un chercheur en sciences cognitives ». Revue interpsy no 16, 2012
- « L’enfant présentant un trouble de la coordination motrice et l’école : comment l’aider ? » UPLF-Info XXIX 1, 2012, 4-6.
- avec J.-M. Danion : « L’apport des approches "à la première personne" à l’étude de la conscience dans la schizophrénie ». Carnets de l’observatoire, 2002, 33-39.
- avec J.-M. Danion : « La schizophrénie, une pathologie des états subjectifs de conscience ? », Confrontations psychiatriques, 2000, 41, 295-321.
- avec J.-M. Danion et L. Rizzo : « Troubles de la mémoire à long terme et de la conscience dans la schizophrénie ». L’encéphale, 1998, N° spécial, 75-79[9].

## Distinctions
- 2015 : Son association est retenue comme lauréate du prix « La France s'engage », pour son action en faveur de la scolarité de milliers d’enfants en situation de handicap[10].
- 2017 : Caroline Huron est nommée Chevalier de l’Ordre du Mérite par le Ministère de la Santé pour l’ensemble de son action[8].
- 2018 : membre du Conseil scientifique de l'Éducation nationale[11].